# Валандово
Вала́ндово (мак. Валандово) — місто в Північній Македонії, адміністративний центр громади Валандово.

## Географія
Місто розташоване на південно-східному кордоні країни в історико-географічної області Боймія на правому березі річки Анська-ріка, лівої притоки Вардар, біля південного підніжжя гори Плавуш.

## Історія

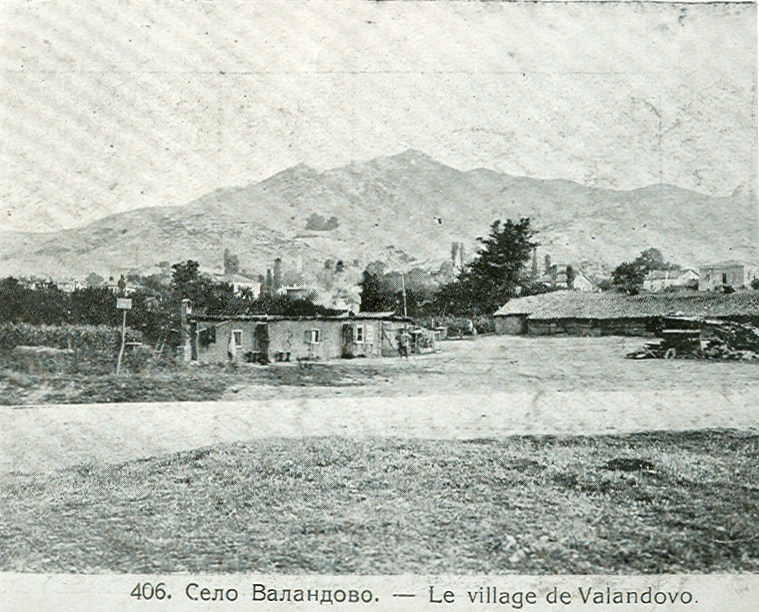
Валандово на початку XX століття

Вперше Валандово згадується в дарчій грамоті царя Стефана Душана 12 червня 1349 під ім'ям Алавандов.

## Населення
За переписом 2002 року, у Валандові проживають 4402 жителя.
- македонці — 4279 чол.;
- серби — 58 чол.;
- турки — 26 чол.;
- цигани — 13 чол.;
- влахи — 1 чол.;
- боснійці — 1 чол.;
- інші 24.

## Особистості
- Північна Македонія Георге Іванов (1960) — юрист, президент Македонії з 2009.
- Північна Македонія Душко Гошівський (1983) — письменник
- Північна Македонія Костадін Танча (1940) — художник-графік